# 鶴澤浅造
鶴澤 浅造（つるざわ あさぞう）は、文楽義太夫節三味線方の名跡。

## 4代目
四代目 鶴澤 浅造（よだいめ つるざわ あさぞう）は、日本の三味線奏者、スタッフ。1911年4月に四代目鶴澤浅造を襲名し、1930年4月まで名乗った。1930年5月、四代目鶴澤重造を襲名し、1980年5月まで名乗った。

## 5代目
五代目 鶴澤 浅造（ごだいめ つるざわ あさぞう 1950年-）は、日本の三味線奏者、実業家、秘書。のちに越後 角太夫（えちご かくたゆう）を名乗った。本名はキーン 誠己（きーん せいき）。旧姓は上原（うえはら）。

### 来歴
新潟県西蒲原郡巻町（現新潟市西蒲区）出身。実家は『越後鶴亀』などで知られる蔵元の上原酒造である。新潟県立新潟高等学校、東京外国語大学外国語学部フランス語学科を卒業し、文楽義太夫節三味線方の世界に入った。のちに家業を継ぐため、新潟県に帰郷した。なお、日本文学者であるドナルド・キーンから、浄瑠璃など古典について指導を受けていた。これをきっかけにドナルドとの交友が深まり、ドナルドから養子になるよう申し出があった。ドナルドは日本国籍を取得し、戸籍上の本名を「キーン ドナルド」としていたため、養子縁組に伴い誠己は「上原」から「キーン」に改姓した。その後、ドナルドが2019年2月24日に死去するまで彼の私設秘書を務めていた。

### 人物
弘知法印御伝記
人形遣いの西橋健とともに『弘知法印御伝記』の復活上演に取り組んでいた。『弘知法印御伝記』は江戸時代初期に演じられていた古浄瑠璃であるが、日本では忘れ去られており上演されることもなくなっていた。しかし、国文学者の鳥越文蔵が、大英博物館に死蔵されていた絵入り本を1963年に発見し、再び知られるようになった。のちに養父となるドナルド・キーンの発案により、300年ぶりに上演されることになった。誠己は、西橋らと協力して復活上演を成功させ、大英博物館などでも公演を行っている。なお、この復活上演に際して、新潟大学などでフランス語教師を務めたクロエ・ヴィアートに対し、浄瑠璃の指導をしていた。
語学
東京外国語大学の外国語学部ではフランス語学科に在籍しており、フランス語など語学に堪能である。

### 出演
- 第30回文楽公演（1974年）
絵本太功記 発端 安土城中 - 三味線
- 朝日座文楽公演（1974年）
艶容女舞衣 道行霜夜の千日 - 三味線（交替出演）
- 朝日座文楽公演（1974年）
釣女 - 三味線（交替出演）
- 第32回文楽公演（1974年）
音冴春臼月 団子売 - 三味線
- 朝日座文楽公演（1975年）
龍虎 - 三味線（交替出演）
- 第33回文楽公演（1975年）
一谷嫩軍記 堀川御所の段 - 三味線
- 朝日座文楽公演（1975年）
久米仙人吉野桜 吉野山の段 - 三味線（交替出演）
- 第34回文楽公演（1975年）
神霊矢口渡 道行比翼の袖 - 三味線（交替出演）
- 朝日座文楽公演（1975年）
音冴春臼月 団子売 - 三味線
- 第35回文楽公演（1975年）
彦山権現誓助剣 彦山権現社前の段 - 三味線
- 朝日座文楽公演（1975年）
紅葉狩 - 琴
- 第36回文楽公演（1975年）
本朝廿四孝 道行似合の女夫丸 - 三味線
- 朝日座文楽公演（1976年）
寿式三番叟 - 三味線（交替出演）
- 第37回文楽公演（1976年）
桂川連理柵 道行朧の桂川 - 三味線
- 朝日座文楽公演（1976年）
良弁杉由来 桜の宮物狂ひの段 - 三味線
- 第38回文楽公演（1976年）
夏祭浪花鑑 住吉鳥居前の段 - 三味線
- 朝日座文楽公演（1976年）
仮名手本忠臣蔵 二ツ玉の段 - 胡弓
花競四季寿 海士 - 三味線
- 朝日座文楽公演（1976年）
雪狐々姿湖 猟師源左内より冬の湖畔まで - 三味線 ツレ・胡弓
- 第39回文楽公演（1976年）
仮名手本忠臣蔵 鶴ヶ岡兜改めの段 - 三味線
仮名手本忠臣蔵 塩谷館明渡しの段 - 三味線
- 朝日座文楽公演（1977年）
面売り - 三味線
- 第40回文楽公演（1977年）
小鍛冶 - 三味線
- 朝日座文楽公演（1977年）
妹背山婦女庭訓 山の段 - 妹山琴（交替出演）
妹背山婦女庭訓 鱶七上使の段 - 三味線（交替出演）
- 第41回文楽公演（1977年）
妹背山婦女庭訓 道行恋苧環 - 三味線
- 朝日座文楽公演（1977年）
東海道中膝栗毛 赤坂並木より古寺まで - 三味線
- 第42回文楽公演（1977年）
増補忠臣蔵 本蔵下屋敷の段 - 琴
- 朝日座文楽公演（1977年）
冥途の飛脚 道行相合かご - 三味線
- 第43回文楽公演（1977年）
伊達娘恋緋鹿子 火の見櫓の段 - 三味線
- 第9回文楽鑑賞教室（1977年）
伊賀越道中双六 沼津の段 - 三味線（Bプロ）
- 朝日座文楽公演（1978年）
寿柱立万歳引抜き団子売 - 三味線
近頃河原の達引 堀川猿廻しの段 - 三味線
- 第44回文楽公演（1978年）
鑓の権三重帷子 伏見京橋女敵討の段 - 三味線
- 朝日座文楽公演（1978年）
義経千本桜 仙洞御所評議の段 - 三味線
義経千本桜 道行初音の旅 - 三味線
- 第45回文楽公演（1978年）
生写朝顔話 大内館の段・多々羅浜の段 - 三味線
生写朝顔話 明石浦船別れの段 - 琴
- 朝日座文楽公演（1978年）
勧進帳 - 三味線
曽根崎心中 天神森の段 - 三味線
- 第46回文楽公演（1978年）
鬼一法眼三略巻 五条橋の段 - 三味線
- 朝日座文楽公演（1978年）
假名手本忠臣蔵 鶴ヶ岡兜改めの段 - 三味線
假名手本忠臣蔵 道行旅路の嫁入 - 三味線
- 第47回文楽公演（1978年）
菅原伝授手習鑑 寺入りの段 - 三味線
鳴響安宅新関 勧進帳の段 - 三味線